# Pallava
Dinastija Pallava bila je tamilska dinastija Južne Indije koja je vladala sjevernim dijelom regije Tamil Nadu i južnim dijelom oblasti Andhra Pradesh sa sjedištem u Kanchipuramu. Riječ Pallava na sanskrtu znači grana. Područje njihove vladavine se i danas naziva Palnadu ili Pallava Nadu. Pallave su stekli moć nakon kolapsa dinastije Satavahana u Andhri i slabljenja dinastije Chola u Tamil Naduu. Pallave su poticale književnost na tamilskom, teluguu i sanskrtu. Neki od najznamenitijih sanskrtskih pjesnika kao Bharavi i Dandin i hramova Mahabalipuramu potječu iz doba Pallava.
Pallave su svoj vrhnunac imale za vrijeme vladavine Mahendravarmana I (571. – 630.) i Narasimhavarmana I (630. – 668.) te dominirali Teluguima u sjevernim dijelovima tamilske zemalja sve do kraja 9. stoljeća.
Za vrijeme vladavine su bili u stalnom sukobu s Čalukjama iz Badamija na sjeveru i tamilskim kraljevstvima Čola i Pandijama na jugu sve dok ih konačno nisu porazili Čola kraljevi u 8. stoljeću.
Pallave su poznati kao kao pokrovitelji arhitekture te ih se smatra osnivačima južnoindijskog stila, čiji je najbolji primjer Mahabalipuram. Kineski putnik Hiuen Tsang je posjetio Kanchipuram za vrijeme vladavine Pallava te opisao njihovu vladavinu.
Neki izvori tvrde da je  Bodhidharma, osnivač Chan budizma kasnije poznat kao budistička škola Zen u Japanu, bio princ iz dinastije Pallava, suvremenik Skandavarmana IV i Nandivarmana I, te sin Simhavarmana II, a o čemu postoje kontroverze.

## Vanjske poveznice
- South India/ The Pallavas
- The Pallavas of Bhavatri & Kanchi  Arhivirana inačica izvorne stranice od 11. lipnja 2009. (Wayback Machine)